# روري دونيلي
روري دونيلي (بالإنجليزية: Rory Donnelly)‏ (2 فبراير 1992 ببلفاست في المملكة المتحدة - ) هو لاعب كرة قدم أيرلندي شمالي في مركز الهجوم. شارك مع منتخب أيرلندا الشمالية تحت 21 سنة لكرة القدم. أما مع النوادي، فقد لعب مع سوانزي سيتي وكوفنتري سيتي ونادي ترانمير روفرز لكرة القدم ونادي غيلينغهام ونادي كليفتونفيل.

## وصلات خارجية
- روري دونيلي على موقع قاعدة بيانات كرة القدم.إي يو (الإنجليزية)
- روري دونيلي على موقع Soccerbase.com (لاعب) (الإنجليزية)
- روري دونيلي على موقع Soccerway.com (الإنجليزية)
- روري دونيلي على موقع AS.com (الإسبانية)